# Kadidlo

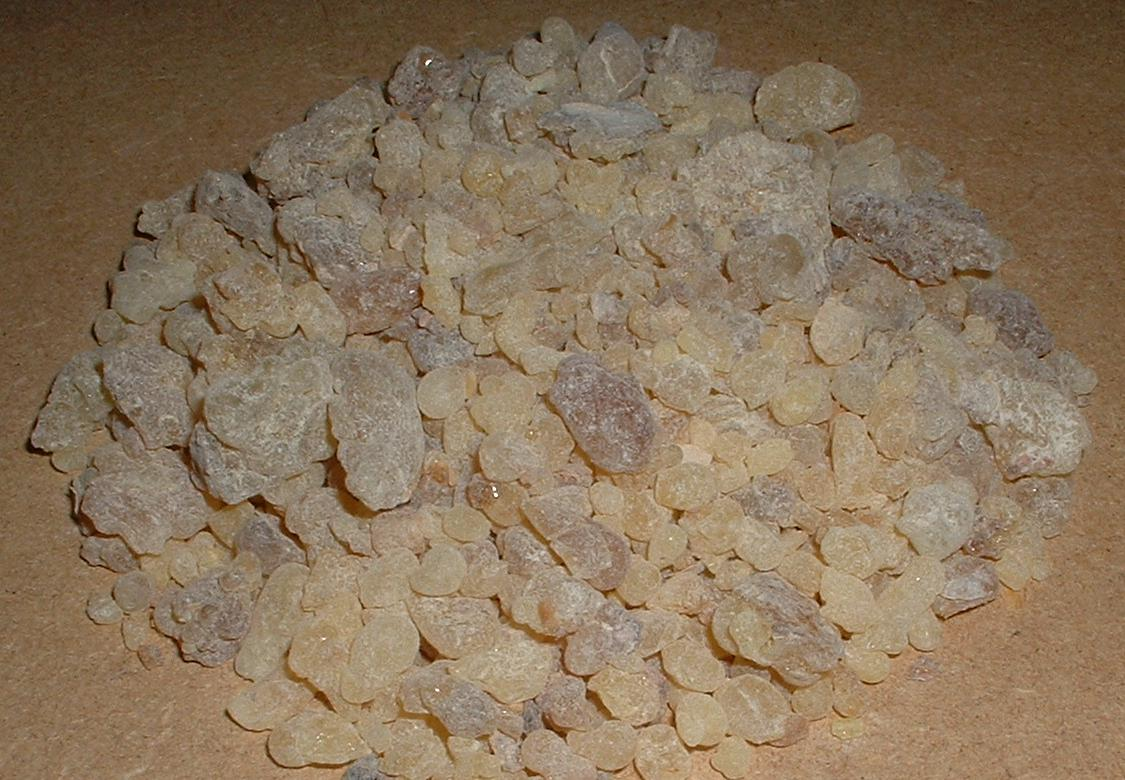
Nejkvalitnější kadidlo z Ománu v množství 100 gramů

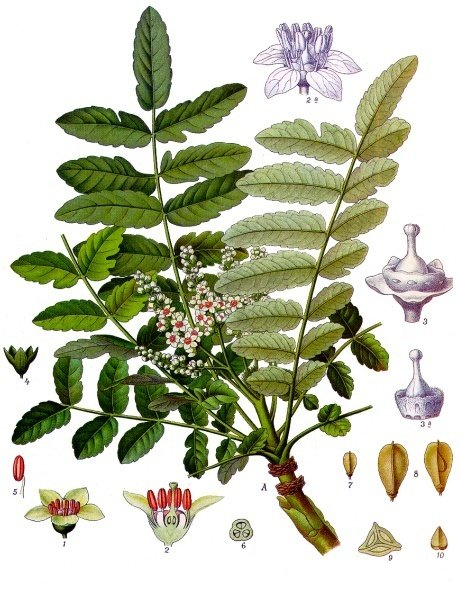
Kadidlovník

Kadidlo (latinsky olibanum, anglicky frankincense, německy Weihrauch, hebrejsky לבונה‎ – levona, arabsky لُبَان‎ – lubbān, řecky λήδανον či λάδανον, v pravoslaví se kromě obecného výrazu кадило – kadilo používá spíše výrazu ла́дан – ladan) je vonná pryskyřice, která se připravuje z tzv. klejopryskyřice. Získává se z kmene kadidlovníku (Boswellia); užívaná v kombinaci s myrhou a balzámem, při pálení vydává kořeněné aroma.
Používá se často při různých náboženských obřadech i při meditacích. Užívání kadidel jako součást náboženského rituálu převzalo ve starověku východní, později i západní křesťanství. Pro uchovávání kadidla se užívá nádoba zvaná loďka, ze které se kadidlo sype na žhavé uhlíky v kadidelnici, pomocí které se pak vonný kouř rozptyluje.

## Historie
V nejjižnější části Ománu, dnešním Dafáru, se začal pěstovat kadidlovník pravý (Boswellia sacra) už ve starověku. Spolu s jinými vonnými esencemi se zrna této pryskyřice používala v kadidelnicích v chrámech po celém světě – v Egyptě, na Blízkém východě i v antickém Římě. Byl to velmi důležitý produkt pro náboženské obřady; při křesťanských bohoslužbách se kadidlo k okuřování používá i dnes.
Kadidlo je zmíněno v Bibli jako jeden ze tří darů, které mudrci přinesli narozenému Ježíšovi, což ukazuje, jak cenné v té době bylo.
Římský spisovatel Plinius starší v 1. století uvedl, že obchodování s kadidlem udělalo z obyvatel Ománu jedny z nejbohatších lidí světa. Kadidlo bylo ceněno více než zlato. V 2. století se už vyváželo přibližně 3000 tun kadidla za rok do Řecka, Říma a zemí kolem Středozemního moře.

## Produkce
Kadidlovník (Boswellia sacra), což je dvouděložná dřevina z čeledi březulovitých, produkuje vonnou klejopryskyřici, která se průběžně sbírá jako kadidlo. Získává se nařezáváním kůry kmenů. Zaschlé výrony mají tvar kulovitých hrudek, zrn nebo krápníčků.
Významnou složkou kadidla jsou triterpenické kyseliny boswelliové. Používají se do nakuřovacích prášků i do zubních past, náplastí a mastí. V arabské lidové medicíně a u beduínských kmenů je kadidlo hojivým prostředkem.
Kadidlo jako vonná složka se často používá při výrobě parfémů, oblíbená je zejména mezi současnými niche parfuméry (niche = z francouzštiny mimořádný, ojedinělý).
K hlavním vývozcům patří Somálsko, severní Etiopie a jih Arabského poloostrova.

## Účinky
Podle studie z roku 2008 mají aktivní látky v kadidlové pryskyřici psychoaktivní účinky – snižují úzkost a působí antidepresivně.